# Luciane Buchanan
Pour les articles homonymes, voir Buchanan.
Luciane Buchanan est une actrice néo-zélandaise née le 16 juillet 1993 à Auckland.
Elle se fait connaître, en Nouvelle-Zélande, grâce aux rôles de Kennedy Truebridge dans la série télévisée Filthy Rich (2016-2017) et, en France, Tripitaka dans la série Les Nouvelles Légendes du roi singe (2018-2020) et Rose Larkin dans la série The Night Agent (2023).

## Biographie

### Jeunesse et formation
Luciane Buchanan naît le 16 juillet 1993 à Auckland, sur l'île du Nord de la Nouvelle-Zélande, où elle grandit. Elle est originaire du royaume des Tonga et de l'Écosse,.
Dans les années 2010, elle fréquente l'université d'Auckland pour étudier théâtre et psychologie, d'où elle sort avec le Bachelor of Arts en 2017.

### Carrière
En 2011, Luciane Buchanan commence sa carrière à la télévision, interprétant le rôle de Cherie James, fille du comédien néo-zélandais Billy T. James (en) (1948-1991), dans le téléfilm biographique Billy — inédit en France.
En 2018, elle est choisie pour endosser les costumes de Tripitaka dans la série australo-néo-zélandaise Les Nouvelles Légendes du roi singe (The New Legends of Monkey), inspirée de Monkey, une production japonaise des années 1970 et 1980 basée sur le roman chinois du XVIe siècle La Pérégrination vers l'Ouest (西遊記) de Wu Cheng'en,.
En novembre 2021, avec l'acteur Gabriel Basso, elle est choisie pour le rôle de Rose Larkin, survivante de l'assassinat de sa tante et de son oncle, de la mini-série The Night Agent, créée par Shawn Ryan et adaptée du roman à succès de Matthew Quirk,. Elle est diffusée en mars 2023 sur Netflix.

## Filmographie

### Cinéma

#### Longs métrages
- 2018 : Stray de Dustin Feneley : Lily
- 2026 : Evil Dead Burn de Sébastien Vaniček

#### Courts métrages
- 2017 : A Woman's Right to Shoes de Robyn Grace : Jenny
- 2018 : My Friend Michael Jones de Ian Leaupepe et Samson Rambo : Selena
- 2019 : Views d'Eddy Fifield : Lauren

### Télévision

#### Téléfilms
- 2013 : Billy de Peter Burger : Cherie James

#### Séries télévisées
- 2013 : The Blue Rose : Aroha Nash (11 épisodes)
- 2015 : Power Rangers : Dino Charge (Power Rangers: Dino Charge) : la serveuse (saison 1, épisode 19 : Wishing for a Hero)
- 2015-2016 : Common Ground : Leigh Williams (4 épisodes)
- 2016 : Brokenwood (The Brokenwood Mysteries) : Tai Smith (saison 3, épisode 3 : The Killing Machine)
- 2016-2017 : Filthy Rich : Kennedy Truebridge (32 épisodes)
- 2017 : Baby Mama's Club : Sophia (mini-série)
- 2018-2020 : Les Nouvelles Légendes du roi singe (The New Legends of Monkey) : Tripitaka (20 épisodes)
- 2021 : Sweet Tooth : Louisa (saison 1, épisode 8 : Big Man)
- 2021 : Mr. Corman : Astrid (saison 1, épisode 7 : Many Worlds)
- 2022 : Beyond the Veil : Rolly (saison 1, épisode 4 : Albularyo)
- 2022-2023 : Under the Vines : la cheffe Duke (2 épisodes)
- 2023 - 2025 : The Night Agent : Rose Larkin (20 épisodes)
- 2025 : Chief of War : Kaʻahumanu